# Nalatenschap (België)
In België is een nalatenschap of erfenis al hetgeen een persoon bij overlijden nalaat, het omvat de voor overdracht vatbare goederen rechten en schulden die de overledene had, deze kunnen tastbaar (materieel) zijn, roerende en onroerende goederen, en ontastbaar (immaterieel) zoals geld op de bankrekening, aandelen of levensverzekering.
De juridische overdracht vindt van rechtswege plaats direct van overledene op de bij wet, testament of erfovereenkomst aangewezen personen, deze zijn niet verplicht de erfenis te aanvaarden en hebben het recht van erfkeuze. De nalatenschap van een persoon valt open wanneer het overlijden officieel is vastgesteld (art. 4:1 BW). De datum van overlijden is de datum die vermeld staat op de overlijdensakte die door de gemeente wordt gehouden. De wet gaat ervan uit dat de erfgerechtigden de nalatenschap vanaf deze dag onder hun hoede hebben. Erfgerechtigden hebben roeping tot de nalatenschap krachtens de wet, of door de wil van de erflater. Door aanvaarding van de nalatenschap neemt de erfgerechtigde de hoedanigheid aan van erfgenaam of erfopvolger (art. 4:2 BW). Er kan ook worden aanvaard onder het voorrecht van boedelbeschrijving of worden verworpen.

## Erfopvolging volgens de wet
Erfgerechtigden volgens de wet worden aangewezen in de artikelen 4:10 BW en volgende. De nalatenschappen komen toe aan de kinderen en afstammelingen van de erflater, aan zijn noch uit de echt noch van tafel en bed gescheiden echtgenoot, aan zijn verwanten in de opgaande lijn, aan zijn verwanten in de zijlijn, en aan zijn wettelijk samenwonende.

## Attest of akte van erfopvolging
Om de status van erfgenaam of eropvolger te verkrijgen is een attest of akte van erfopvolging nodig, opgesteld door de fiscale overheid (Kantoor Rechtszekerheid), of een notaris. Een notaris is nodig om een akte van erfopvolging op te stellen als er een testament is, een huwelijkscontract, een schenking onder levenden (Gift tussen echtgenoten), of als een erfgenaam handelingsonbekwaam is. Voor eenvoudige erfenissen kan het Kantoor Rechtszekerheid voor een attest van erfopvolging zorgen waarin de overheid verklaart dat er (geen) fiscale of sociale schulden zijn en de wettelijke erfgenamen kunnen beschikken over hun deel van de erfenis. Die schulden moeten eerst betaald worden vooraleer de erfenis kan worden verdeeld. Bij het overlijden worden de bankrekeningen van de erflater en de eventuele echtgenoot geblokkeerd. Deze kunnen worden gedeblokkeerd op vertoon van een attest of akte van erfopvolging. 

## Reservataire erfgenamen
De zogenaamde reservataire erfgenamen hebben een bij wet voorbehouden deel van de nalatenschap naar hen toekomend. Dit heet het principe van de gelijkheid der eerste orde erfgenamen (l'égalité) en komt voor uit de Code Napoléon van 1804. Voor descendenten kan dit oplopen tot 3/4 (te verdelen onder het aantal kinderen) en voor bevoorrechte ascedenten tot 2/4 (1/4 per ouderlijke lijn) dat voor hen is voorbehouden. De reserve van de bevoorrechte ascendenten bestaat slechts, indien er geen descendenten zijn. Hierbij is het belangrijk te weten dat met een testament of zelfs met een schenking bij leven, niet aan deze reserves geraakt kan worden.
De reserve van de echtgenoot bestaat langs de beschermde reserves hierboven genoemd én langs eventuele andere bij testament begunstigden. Deze reserve houdt in abstracte in dat de langstlevende echtgenoot recht heeft op de helft van de nalatenschap (dit is het bezit van de overleden echtgenoot en de overledene zijn deel van de gemeenschap) én in concrete het vruchtgebruik op de gezinswoning in. Dit vruchtgebruik wordt vervuld ten koste van de erfgenamen.
Het principe van reservataire erfgenamen is een eigenschap van het oude Romeinse erfrecht, die gedeeltelijk werd overgenomen in het latere Napoleontische recht. Ook in het Anglo-Amerikaans erfrecht (ook in Zuid-Afrika geldend) bestaat geen volledige testeervrijheid en zijn er voorzieningen voor de bescherming van nabestaanden die niet op grond van testament of intestaaterfrecht verzorgd achterblijven. Hier heeft de rechter de bevoegdheid om bepaalde redenen en omstandigheden testamentaire beschikkingen te negeren.
Bij wet van 31 juli 2017 werd het federale erfrecht hervormd waarbij altijd de helft van de erfenis vrij beschikbaar is, de wet trad 1 september 2018 in werking.. Op 1 september 2018 werd het erfbelastingsrecht gewijzigd voor Vlaanderen:
- Een meer gematigde erfbelasting
  - verlaging van de tarieven voor verkrijgingen buiten rechte lijn; dat betekent concreet een lagere erfbelasting tussen broers en zussen onderling, en tussen personen belast aan het tarief “anderen”;
  - nieuwe vrijstellingen voor kinderen jonger dan 21 jaar die beide ouders verloren hebben: 
    - een volledige vrijstelling voor de verkrijging van (een deel van) de domiciliewoning van de overledene;
    - een voetvrijstelling op maximaal de eerste 75.000 euro van de netto-verkrijging van roerende goederen;

  - voor de langstlevende echtgenoot of samenwonende partner, een nieuwe voetvrijstelling op maximaal de eerste 50.000 euro van de netto-verkrijging van roerende goederen ("roerend partnerabattement" genoemd)
- Ondersteuning bij het nieuwe federale erfrecht
  - een nieuwe vrijstelling in de schenkbelasting bij een zogenaamde doorgeefschenking;
  - de invoering van de belastbaarheid van voortgezet vruchtgebruik;
  - schenkingen in erfovereenkomsten strekken niet tot fiscaal bewijs, tenzij partijen melden dat dit net wel het geval moet zijn.

## Erfenis afwikkelen en verdelen
Na overlijden moet de erfenis door de erfgenamen (of een testamentuitvoerder of bewindvoerder) worden beheerd, lopende contracten van overledene worden opgezegd, schulden worden voldaan, de belastingaangifte, voortzetten of afsluiten van sociale netwerken enzovoorts. Eerst en vooral moet een inventaris worden opgemaakt van het vermogen van de overledene: wat is er aan actief en wat aan passief?
In principe kunnen de erfgenamen de nalatenschap verdelen zodra de verklaring van erfrecht is verkregen en er geen fiscale belemmeringen voor hen bestaan.

## Europese Unie
Op 17 augustus 2015 is de Europese Erfrechtverordening in werking getreden die geldt in alle lidstaten van de Europese Unie, behalve in Denemarken en Ierland. In deze verordening staan regels om te bepalen welk erfrecht van toepassing is bij een zogenaamde grensoverschrijdende erfenis. Hoofdregel is, dat het rechtssysteem geldt van het land waar de overledene zijn hoofdverblijf had. Het is echter mogelijk in een testament of erfovereenkomst het erfrecht te kiezen van de nationaliteit van de erflater als deze afwijkt van het land van hoofdverblijf. Als een notaris handelingen verricht met betrekking tot de afwikkeling van een erfenis, kan hij in alle Europese landen optreden.
De belastingregels over successie zijn vaak per land verschillend. Er zijn weinig bilaterale verdragen op het gebied van successiebelastingen, maar er zijn veel landen die regelingen hebben om dubbele erfbelasting te vermijden. Met de Europese Erfrechtverordening gelden nu in alle lidstaten van de Europese Unie dezelfde regels voor conflictoplossing.